# مكتب الأمم المتحدة في تيمور الشرقية
دعم مكتب الأمم المتحدة في تيمور الشرقية تنمية قدرات مؤسسات الدولة الحيوية، بما في ذلك الشرطة الوطنية لتيمور الشرقية من أجل تعزيز الحكم الديمقراطي والمساعدة في بناء السلام. وتواصل قوة شرطة الأمم المتحدة المكونة من المستشارين الفنيين تزويد شرطة البلاد بتدريب متخصص لوحدات الاستجابة والتدخل السريع. والمستشارون الفنيون مسؤولون أيضا عن توفير التدريب في مجالات متخصصة مثل مكافحة الإرهاب والطب الشرعي ونقل المهارات الإدارية إلى الشرطة الوطنية في جميع مقاطعات البلاد.[بحاجة لمصدر]
أصدر مجلس الأمن القرار 1599 الذي يأذن بأنشطة بناء السلام من خلال إنشاء مكتب الأمم المتحدة في تيمور الشرقية، متابعةً لبعثة الأمم المتحدة لتقديم الدعم في تيمور الشرقية.  بدأ مكتب الأمم المتحدة في تيمورالشرقيى في 20 أيار / مايو 2005 وتم تفويضه لمدة سنة واحدة حتى 19 أيار / مايو 2006. مدد قرار مجلس الأمن رقم 1677 تفويض المكتب لبعد شهر من انتهاء ولايته.  ثم تم تمديد ولاية مكتب الأمم المتحدة مرة أخرى حتى 25 آب / أغسطس 2006. 

## روابط خارجية
- صفحة ويب بعثة الأمم المتحدة لدعم تيمور الشرقية (UNMISET)